# Гройтер Фюрт
«Гро́йтер Фюрт» (нім. «SpVgg Greuther Fürth») — німецький футбольний клуб з Фюрта, федеральної землі Баварія. Заснований 23 вересня 1903 року.

## Історія
Клуб було засновано у 1903 році. Найбільш успішні роки в історії клубу вважається початок минулого століття, тобто часи до заснування Бундесліги. Гройтер Фюрт ставав чемпіоном Німеччини тричі: 1914, 1926 і 1929. У 1920-му Фюрт став віце-чемпіоном країни. 
У сезоні 2012/13 клуб вперше в історії зіграв у Бундеслізі. Другий сезон в елітному дивізіоні клуб провів у сезоні 2021/22 років, проте посів останню сходинку в таблиці і вилетів до Другої Бундесліги.

## Досягнення
- Чемпіон Німеччини: 1914, 1926, 1929